# Khodjet al-khil
Le Khodjet al-khil — littéralement en arabe : secrétaire de chevaux — est le titre officiel porté par le ministre chargé des Haras et des Domaines de la régence d'Alger durant la période des deys. C'est l'un des cinq ministères du gouvernement des deys d'Alger,. Il est responsable de la cavalerie du dey, des liaisons avec les tribus intérieures, des contributions et impôts en nature (céréale, cheptel, miel, laine, cire) et dans une moindre mesure des Domaines. Il est généralement à la tête des expéditions vers les tribus de l'intérieur.